# 国鉄TR50形台車
国鉄TR50形台車は、日本国有鉄道（国鉄）が10系客車用に開発した、鉄道車両用ボギー台車の一形式である。

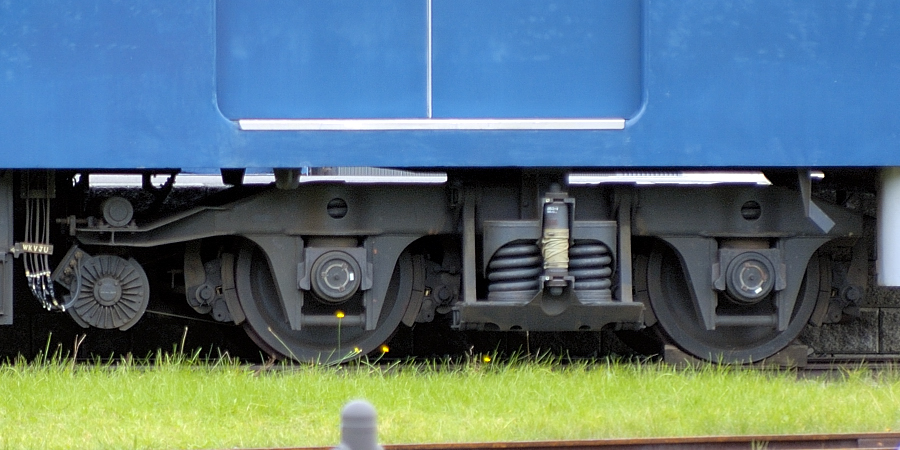
マニ30形 TR230B形台車。TR50以来の軽量台車の最終グループに属する

## 概説
従来用いられてきたTR40B・TR47といった一体鋳鋼製台車は振動特性が非常に優秀であるものの、必然的に肉厚でしか作れず（薄肉化して12 mm）台車1基あたり6.0 - 6.3 tと非常に重く、車両の換算両数が軒並み「積4.0」（ス級）となってしまうなど、慢性的な輸送力不足を抱えていた当時の国鉄にとっては必ずしも満足な構造ではなかった。若干軽いTR23系統の台車（TR23・34・36・43・45の各形式）にしても5.1 t前後とより旧式なTR11（4.5 t）よりは重かった。
車両全体で30 %ほどの軽量化を達成するにあたり、台車も大幅に軽量化することとなり、開発されたのが本形式である。

## 構造
電車を中心に行われていた「高速台車振動研究会」の成果を活用して設計・製作された。
プレス成形品の側枠2枚を溶接で貼り合わせ（いわゆる「最中合わせ」）て製作した側梁2本を同じくプレス成形品の中梁でつなぎ合わせたもので、従来の台車と異なり端梁は省略された。
軸距は2,000 mmまで大幅に短縮された（従来は客車用で2,450 mm）。当時の70 - 75 km/hという速度では全く問題なかった。
枕バネは従来重ね板ばねであったが、これもコイルばねと減衰用オイルダンパーの組み合わせとなった。
軽量化を意図し、従来狭軌用であっても慣例的に長軸を用い、標準軌用と同じ横幅を持っていた台車枠を車軸を短軸に変更して、幅を縮小した。
DT17での成果を活かし、台車外側に枕バネ・揺れ枕釣りを移している。
軸ばねはTR23等と同じ軸ばね式である。

## 仕様
- 形式 - 2軸付随台車
- 車体支持機構 - 揺れ枕吊り式
- 枕ばね - 複列コイルばね・オイルダンパ付き
- 台車枠 : 鋼板プレス
- 軸ばね - 単列コイルばね
- 軸箱支持装置 - 軸ばね式
- 軸距 - 2,000 mm
- 車輪径 - 860 mm
- 重量 - 4 t（TR50）[6]

## 派生形式一覧
特許に制約された技術を用いない、国鉄のために設計・製造された系列であるため、ほぼ国鉄向けのみで、いずれも重量の制約の厳しい客車用ばかりである。
並びは登場順である。
- TR50X : 最初に「TR50」として登場。10系客車の試作車の台車で、メーカー別に数両ごとに仕様が分けられていた。ナハ10形の量産車が登場するにあたり試作車の台車の形式をTR50Xに改称したが、さらなる試験で交換・再交換したものを除き引き続きこの試作品が用いられ続けた。ヨーロッパ流の側受支持であるが[8]、これが台車枠外側に配置されており[9]側受間隔が2,120 mmと広かったため側受の摩擦抵抗が大きく問題となった。車軸は10 t短軸。
- TR50A ： ナハネ10形等10系の三等寝台車用台車。本形式より、側受を台車枠内におさめて側受中心間隔を1,210 mmに縮小[10]した。車軸は10 t短軸。
- TR50（量産形式） : ナハ10形量産車の台車。10 t短軸。本形式の登場に伴い、先の試作車用TR50がTR50Xに改称された。
- TR50B : ナロ10形用に製作された台車。優等車用であるため、乗車定員が少なく、枕バネのばね定数を引き下げて柔らかくしている。10 t短軸。
- TR52・TR52A : 60系客車のうち、優等列車に供されるオハニ36形（元オハニ63形）・オロ61形用として製作。車体荷重を心皿と側受で分担。車軸は12 t短軸に強化。
- TR54・TR55 : 20系客車用台車。荷物電源車用のTR54・それ以外用の空気ばね装備TR55に分かれる。110 km/hでの運転となることからブレーキの即応性を狙ってブレーキシリンダーを台車装荷としている。軽量化を主眼に置いたため、車輪径を800 mm（のち820 mmに修正）と小さくする、さらに旅客車用TR55では車軸を中空軸にするなどの一方で、乗り心地に関わるDT23のようなボルスタアンカーやウイングバネ式軸ばねは装備しなかった。車軸はTR54が12 t短軸だが、荷重の小さいTR55が7.5 t軸（のち中実の8 t軸に変更）。
- TR60 : 先述のTR55をベースに、10系のオロネ10形用に改設計したもの。車内照明はバッテリー給電のため、車軸発電機を有する。10t短軸。
- TR200 : TR50の荷重支持を心皿支持に改めたもの。オユ10～スユ13各形式の郵便車の一部で使用。10t短軸。
- TR217 : 12系・14系・24系の各系列で使用。20系のTR55Bがベースであるが、用いられているねじが新JISねじであり、車軸は12 t軸になるなど変更が加えられている。
- TR230 : 50系客車用。TR217をベースに、枕バネをコイルばねに、揺れ枕を大径心皿方式にして側受の荷重配分調整なしで適正な回転抵抗を得られるようにしたもの。北海道での運行を前提に51形・マニ50の中途からブレーキシリンダーの装荷方法が車体取付に戻されている。[11]
- TR232 : マニ44形用にTR230を改設計したもの。ブレーキは台車シリンダー式だが、ブレーキシリンダーが外側に出ている。